# زاویه گام (نجوم)

نمودار زاویه گام

زاویه گام (به انگلیسی: Phase angle)، در اخترشناسی رصدی، زاویه گام، زاویه بین تابش نور به یک جسم مشاهده شده و نور بازتاب شده از جسم است. در زمینه مشاهدات اخترشناسی، این زاویه معمولاً زاویه خورشید - شی - رصدگر است.
برای مشاهدات زمینی، «خورشید – شی–زمین» اغلب تقریباً مشابه «خورشید– شی– ناظر» است، زیرا این تفاوت به اختلاف منظر بستگی دارد، که در مورد رصدهای ماه می‌تواند به اندازه ۱ درجه یا دو قطر ماه کامل باشد. با توسعه پرواز فضایی و همچنین در مشاهدات فرضی از نقاط دیگر فضا، مفهوم زاویه گام از خورشید و زمین مستقل شد.
ریشه‌شناسی این اصطلاح به مفهوم گام‌های سیاره ای مربوط می‌شود، زیرا روشنایی یک جسم و ظاهر آن به عنوان یک «گام» تابع زاویه گام است.
زاویه گام از ۰ تا ۱۸۰ درجه متغیر است. مقدار ۰ درجه مربوط به موقعیتی است که روشنگر، ناظر و جسم در هم‌خطی قرار دارند (همه در امتداد یک خط قرار دارند)، و روشنگر و ناظر در یک طرف جسم قرار دارند. مقدار ۱۸۰ درجه موقعیتی است که جسم بین روشنگر و ناظر قرار دارد که به عنوان مقارنه شناخته می‌شود. مقادیر کمتر از ۹۰ درجه نشان دهنده پس‌پراکندگی (Backscatter) است. مقادیر بیشتر از ۹۰ درجه نشان دهنده پیش‌پراکندگی (Forward scatter) است.
برای برخی اجرام، مانند ماه (به گام‌های ماه مراجعه کنید)، زهره و عطارد، زاویه گام (همان‌طور که از زمین دیده می‌شود) دامنه کامل ۰ تا ۱۸۰ درجه را پوشش می‌دهد. سیارات برتر محدوده‌های کوتاه تری را پوشش می‌دهند. برای نمونه، برای مریخ حداکثر زاویه گام حدود ۴۵ درجه است. برای مشتری، حداکثر ۱۱٫۱ درجه و برای زحل ۶ درجه است.
روشنایی یک جسم تابعی از زاویه گام است که عموماً صاف است، به جز به اصطلاح موج پادگری نزدیک به ۰ درجه، که بر غول‌های گازی یا اجسام با اتمسفر مشخص تأثیر نمی‌گذارد، و زمانی که جسم با نزدیک شدن زاویه به ۱۸۰ درجه کم‌نورتر می‌شود. به این رابطه منحنی گام (Phase curve) می‌گویند.